# Bâtard-Montrachet

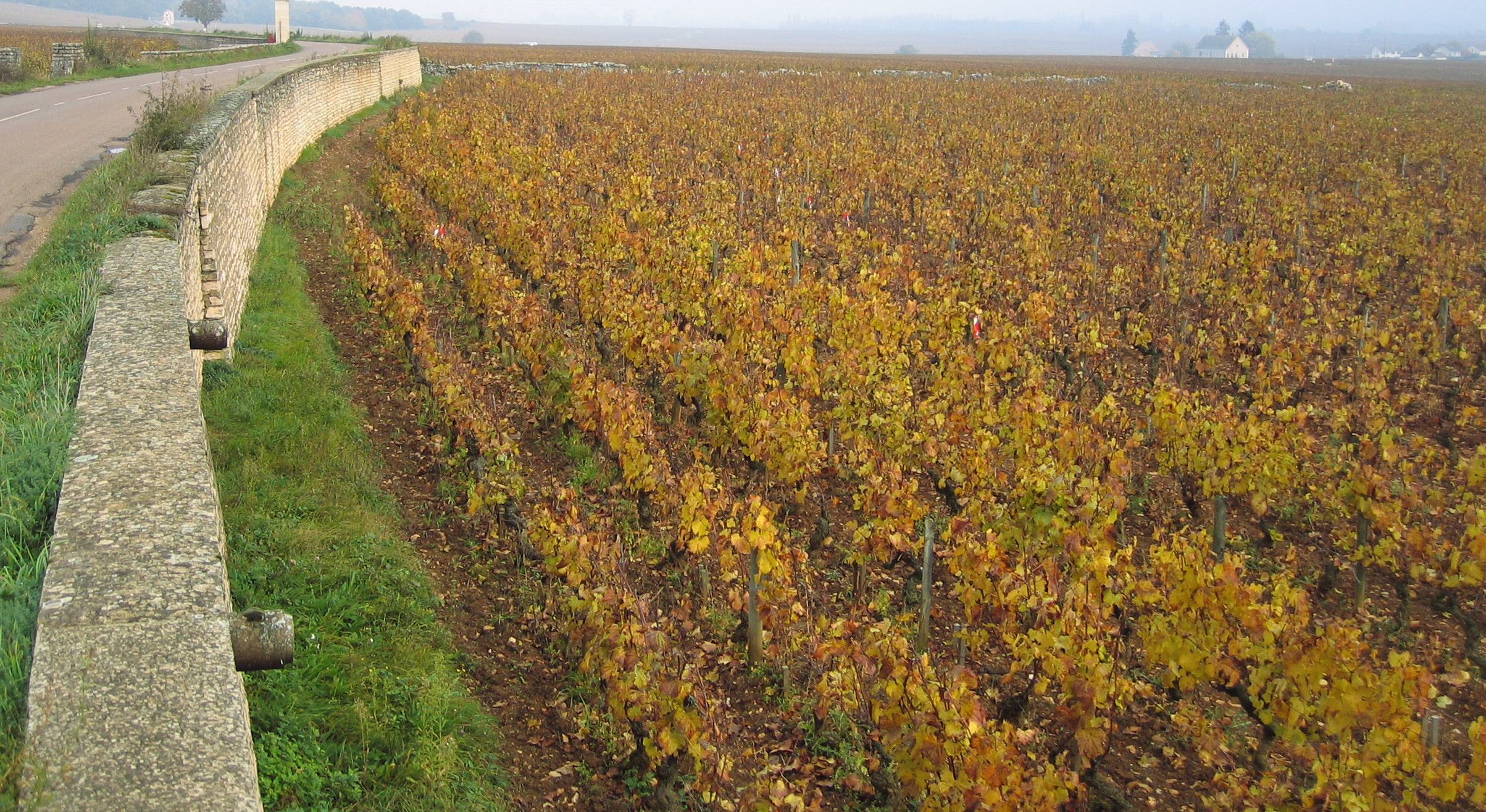
Bâtard-Montrachet im Herbst 2009. Auf der anderen Straßenseite beginnt der Weinberg Montrachet.

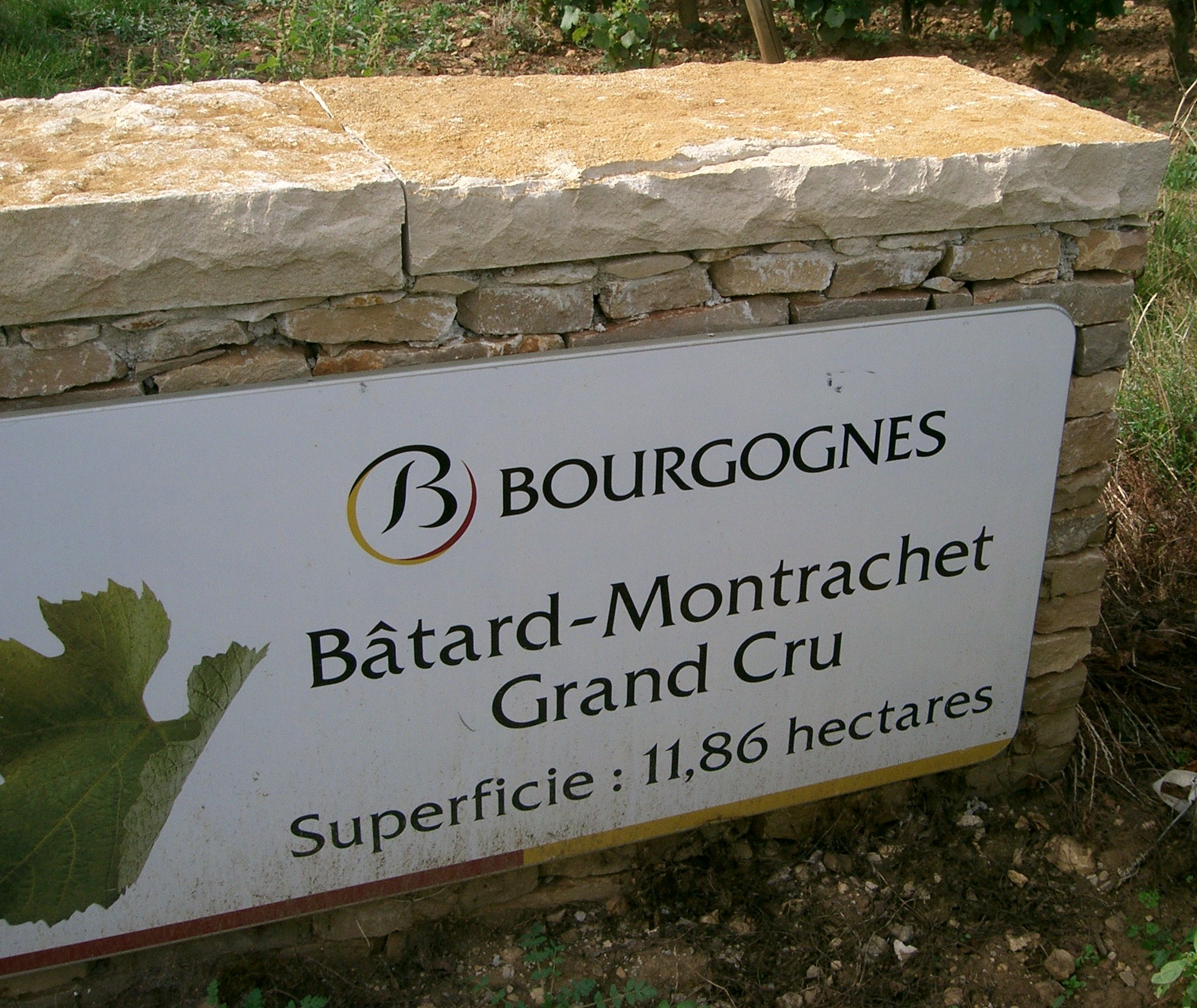
Hinweisschildauf die Weinlage Bâtard-Montrachet.

Bâtard-Montrachet ist eine als Grand Cru eingestufte Weinlage an der Côte d’Or im französischen Burgund. Sie liegt in den Gemeinden Puligny-Montrachet und Chassagne-Montrachet in der Côte de Beaune. Bâtard-Montrachet hat seit dem 31. Juli 1937 eine eigene Appellation und zählt mit einer Größe von 11,86 ha zu den kleineren Appellation Frankreichs. Erzeugt wird ausschließlich Weißwein. Davon liegen 6,02 ha auf dem Gemeindegebiet von Puligny; die restlichen 5,84 ha gehören zur Gemeinde Chassagne. Bienvenues-Bâtard-Montrachet liegt nördlich beziehungsweise östlich der Grand Cru Lage Bâtard-Montrachet. Weiter südlich schließt Criots-Bâtard-Montrachet und im Westen die berühmteste aller Grand Cru Lagen der Côte de Beaune, der Montrachet, an.
Im Jahr 1976 nahm ein Bâtard-Montrachet des Jahrgangs 1973 aus dem Hause Ramonet an der berühmten Weinjury von Paris teil.

## Klima und Geologie
Die Weinlage Bâtard-Montrachet befindet sich auf einem Hang in 230 – 265 m Höhe über dem Meeresspiegel. Von Spätfrösten bleibt die Lage meist verschont. Das Klima wird dem burgundischen Seeklima mit kontinentalen Einflüssen zugerechnet, bei dem kontinentale Einflüsse gegenüber maritimen überwiegen. Der Chardonnay gedeiht in südöstlicher Ausrichtung hervorragend.
Für die nördlich gelegene Stadt Dijon (316 m), galten zwischen 1961 und 1990 folgende Daten:
| Monat                                                               | Jan  | Feb  | Mär  | Apr  | Mai  | Jun  | Jul  | Aug  | Sep  | Okt  | Nov  | Dez  | Jahr  |
| ------------------------------------------------------------------- | ---- | ---- | ---- | ---- | ---- | ---- | ---- | ---- | ---- | ---- | ---- | ---- | ----- |
| Mittlere minimale Temperaturen °C                                   | −1   | 0,1  | 2,2  | 5    | 8,7  | 12   | 14,1 | 13,7 | 10,9 | 7,2  | 2,5  | −0,2 | 6,3   |
| Mittlere Temperaturen °C                                            | 1,6  | 3,6  | 6,5  | 9,8  | 13,7 | 17,2 | 19,7 | 19,1 | 16,1 | 11,3 | 5,6  | 2,3  | 10,5  |
| Mittlere maximale Temperaturen °C                                   | 4,2  | 7    | 10,8 | 14,7 | 18,7 | 22,4 | 25,3 | 24,5 | 21,3 | 15,5 | 8,6  | 4,8  | 14,8  |
| Mittlere monatliche Niederschlagsmenge (mm)                         | 49,2 | 52,5 | 52,8 | 52,2 | 86,3 | 62,4 | 51   | 65,4 | 66,6 | 57,6 | 64,2 | 62   | 732,2 |
| Quelle: Archives climatologiques mensuelles - für Dijon (1961–1990) |      |      |      |      |      |      |      |      |      |      |      |      |       |

Im Jahr 2007 galt:
| Monat                                                             | Jan | Feb | Mär | Apr  | Mai  | Jun  | Jul  | Aug  | Sep  | Okt  | Nov | Dez | Jahr |
| ----------------------------------------------------------------- | --- | --- | --- | ---- | ---- | ---- | ---- | ---- | ---- | ---- | --- | --- | ---- |
| Mittlere Temperaturen °C                                          | 5,3 | 6,4 | 6,9 | 14,7 | 15,6 | 18,5 | 18,7 | 18,2 | 14,4 | 10,7 | 5,3 | 1,6 | 11,3 |
| Quelle: Mittlere Temperaturen am Messpunkt von Dijon im Jahr 2007 |     |     |     |      |      |      |      |      |      |      |     |     |      |

Im Jahr 2008 wurden folgende Daten erhoben:
| Monat                                                             | Jan | Feb | Mär | Apr | Mai  | Jun  | Jul  | Aug  | Sep  | Okt  | Nov | Dez | Jahr |
| ----------------------------------------------------------------- | --- | --- | --- | --- | ---- | ---- | ---- | ---- | ---- | ---- | --- | --- | ---- |
| Mittlere Temperaturen °C                                          | 3,8 | 4,7 | 6,3 | 9,1 | 15,8 | 17,8 | 19,9 | 18,6 | 13,8 | 10,3 | 6,4 | 2,1 | 10,7 |
| Quelle: Mittlere Temperaturen am Messpunkt von Dijon im Jahr 2008 |     |     |     |     |      |      |      |      |      |      |     |     |      |

Der Boden des Bâtard-Montrachet besteht im unteren Bereich aus einer dicken Auflage aus braunem Kalkstein-Verwitterungsschutt. Die Reben müssen ihre Wurzeln in den Sockel aus dem Erdzeitalter des Bathonium treiben.

## Wein

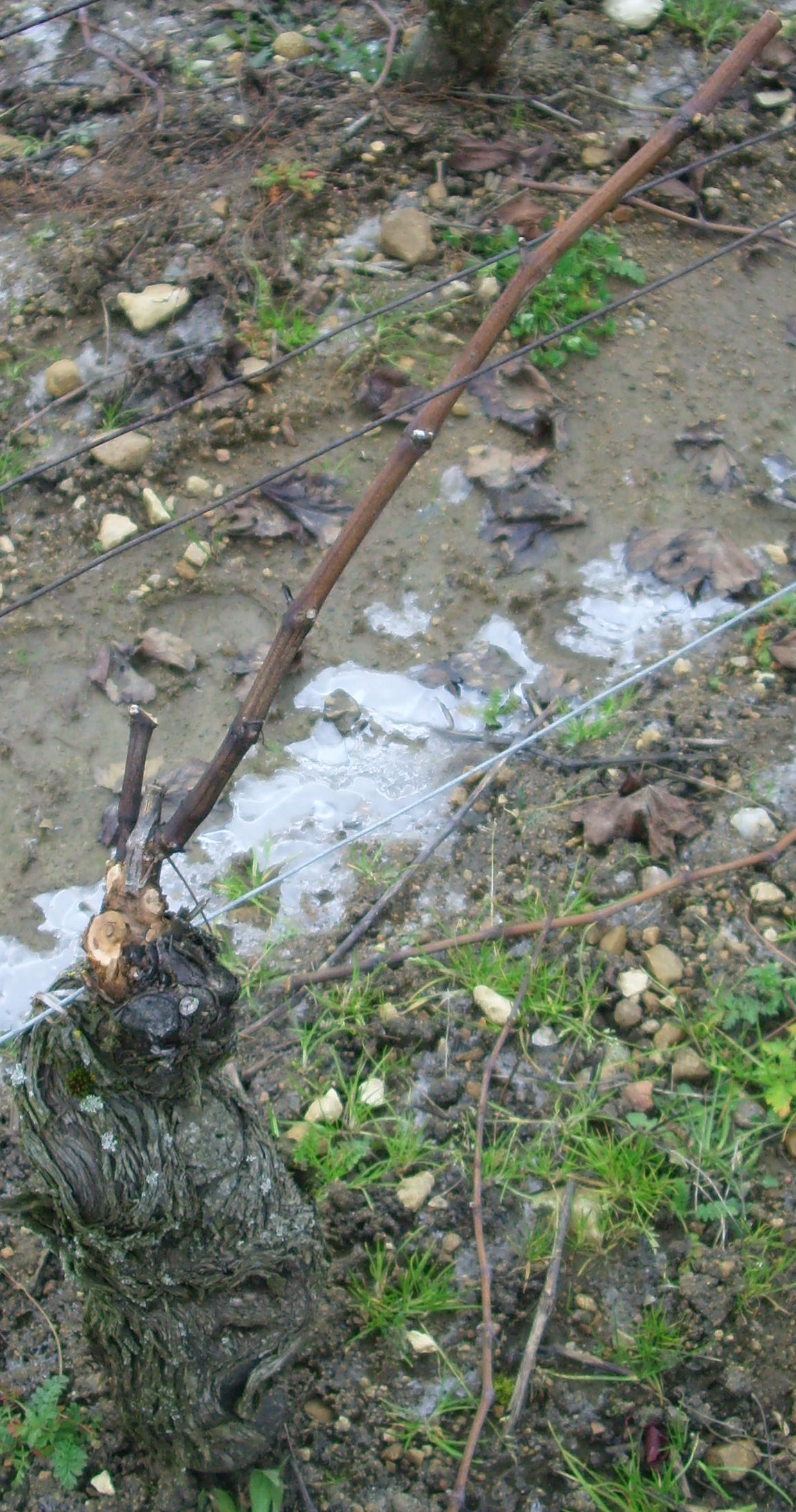
Als Reberziehung wird die in Frankreich méthode Guyot genannte Flachbogenerziehung vorgeschrieben.

Die Weißweine der Grand Cru Lage werden aus der Rebsorte Chardonnay gekeltert. Der natürliche Alkoholgehalt muss bei den Weißweinen mindestens 11,5 Vol.-% betragen. Die Chaptalisation ist – wie überall in Burgund – erlaubt. Das Mindest-Mostgewicht liegt bei 178 g/l. Der Basisertrag beträgt 40 Hektoliter je Hektar. Dieser darf maximal um 20 % überschritten werden.

## Produktionsmenge
Im Jahr 2008 wurden insgesamt 11,24 ha unter dem Namen Bâtard-Montrachet deklariert. Insgesamt wurden 476 Hektoliter Weißwein erzeugt. Dies entspricht ungefähr 63.000 Flaschen.

## Hersteller und Besitzer
Im Gegensatz zum Weingebiet Bordeaux sind die Rebflächen durch Anwendung der Erbfolge sehr kleinteilig. Größter Eigner mit 1,81 ha war im Jahr 2008 die Domaine Leflaive. Es folgten die Domaine Ramonet (0,45 ha), Paul Pernot (0,60 ha), Bachelet-Ramonet (0,56 ha), Pierre Morey (0,40 ha), Roger Caillot-Morey (0,47 ha), Philippe Brenot (0,37 ha), Jean-Noel Gagnard (0,37 ha), Hospices de Beaune (0,35 ha), Jean-Marc Blain-Gagnard (0,34 ha), Barolet-Pernot (0,23 ha), Vincent Girardin (0,19 ha), Jean-Marc Boillot (0,18 ha), Etienne Sauzet (0,14 ha), Marc Morey (0,14 ha), Jean Chartron (0,13 ha), Michel Morey-Coffinet (0,13 ha), Domaine de la Romanée-Conti (0,13 ha, als Fassware vermarktet), Michel Niellon (0,012 ha), Louis Lequin (0,12 ha), René Lequin-Colin (0,12 ha), Maison Joseph Drouhin (0,09 ha), Château de la Maltroye (0,09 ha), Bouchard Père et Fils (0,08 ha), Bernard Morey (0,075 ha), Jean-Marc Morey (0,075 ha) und Château de Puligny-Montrachet (0,04 ha).

## Etymologie
Der Name entstammt der mittelalterlichen Legende, wonach der Lehnsherr von Puligny sein Land zwischen seinem ältesten Sohn (einem Ritter = Chevalier), seinen Töchtern (den Jungfrauen = les Pucelles) und seinem unehelichen Sohn (ein Bastard = Bâtard) aufteilte. Chevalier, Les Pucelles und Bâtard sind heutzutage drei verschiedene, sehr berühmte Weinlagen in Puligny-Montrachet.